# Rotschwanz-Streifenhörnchen
Das Rotschwanz-Streifenhörnchen (Tamias ruficaudus, Syn.: Neotamias ruficaudus) ist eine Hörnchenart aus der Gattung der Streifenhörnchen (Tamias). Es kommt in den amerikanischen Bundesstaaten Washington, Idaho und Montana sowie im Süden von Alberta und British Columbia in Kanada vor.

## Merkmale
Das Rotschwanz-Streifenhörnchen erreicht eine durchschnittliche Kopf-Rumpf-Länge von etwa 12,1 bis 12,8 Zentimetern, die Schwanzlänge beträgt etwa 9,8 bis 10,3 Zentimeter und das Gewicht etwa 57 bis 67 Gramm. Die Rückenfarbe ist Rot- bis Orangebraun und wie bei anderen Arten der Gattung befinden sich auf dem Rücken fünf dunkelbraune bis schwarze Rückenstreifen, die durch graue bis gelblich-weiße Streifen getrennt sind. Der Bauch ist weiß bis cremeweiß und die Unterseite des Schwanzes rotbraun bit einer schwarzen und rosafarbenen Begrenzung. Gegenüber den teilweise sympatrisch oder parapatrisch vorkommenden Unterarten des Kleinen Streifenhörnchens (Tamias minimus) und des Gelben Fichtenstreifenhörnchens (Tamias amoenus) ist das Rotschwanz-Streifenhörnchen etwas größer mit kräftigerem Schädel, zudem fehlt bei anderen Arten die auffällig rote Schwanzunterseite.

## Verbreitung

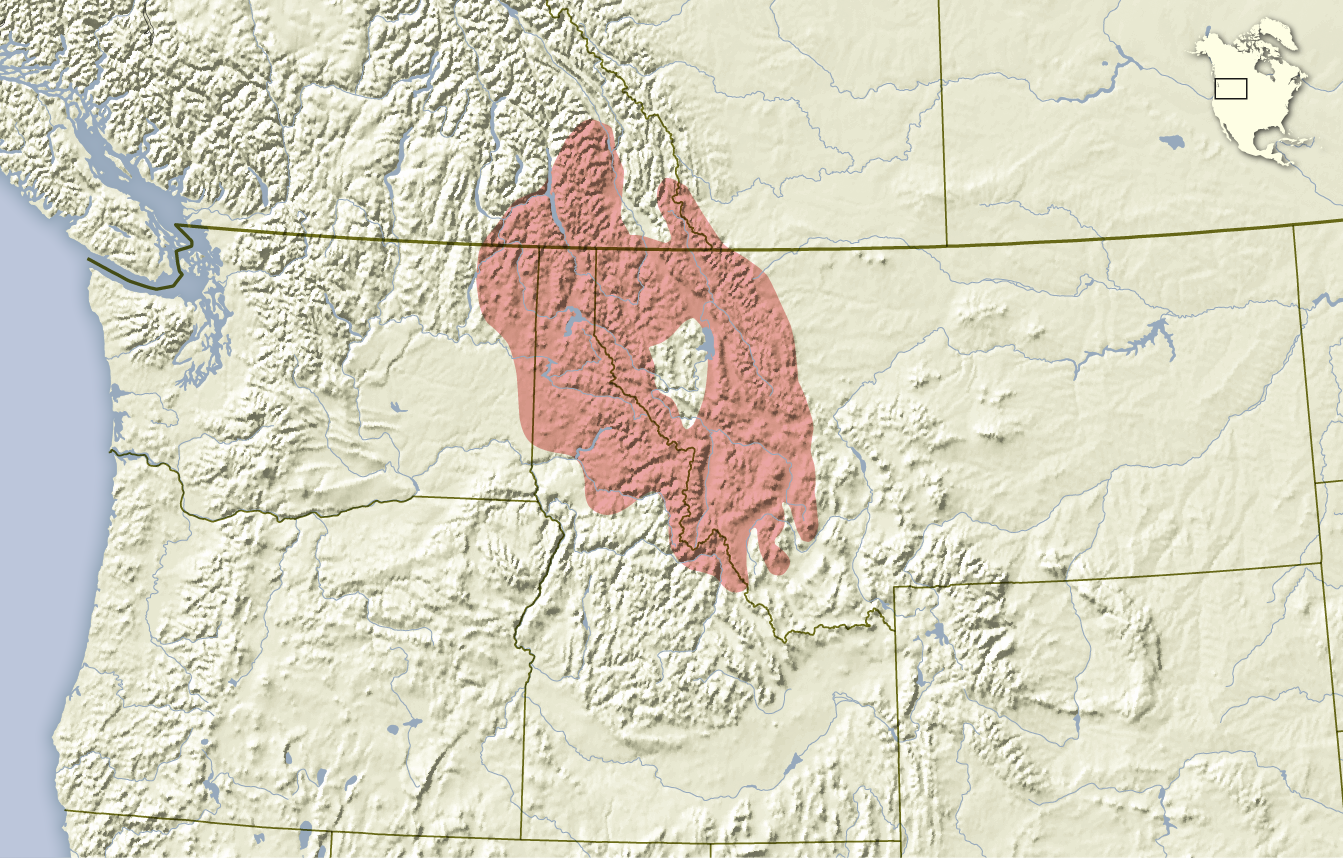
Verbreitungsgebiet des Rotschwanz-Streifenhörnchens

Das Rotschwanz-Streifenhörnchen im Nordwesten von Washington, dem Norden von Idaho und dem Westen von Montana in den Vereinigten Staaten sowie im Süden von Alberta und British Columbia in Kanada vor.

## Lebensweise
Rotschwanz-Streifenhörnchen kommen in verschiedenen Nadelwaldlebensräumen vor und leben vor allem in den offeneren Lichtungs- und Waldsaumbereichen mit dichterem Unterholz. Dabei kommt die Art zudem in verschiedenen Höhenlagen vor, die durch jeweils andere Nadelwald-Zusammensetzungen geprägt sind. Wichtig für das Vorkommen ist vor allem der dichte Unterwuchs, bodenliegende Äste und dichtes Buschwerk. Weite Teile des Verbreitungsgebietes weisen vor allem in Winter auch Schneeflächen auf.
Die Art ist tagaktiv mit Hauptaktivitäten am frühen Morgen und am späten Nachmittag. Sie ist primär bodenlebend, kann jedoch auch in Bäume und Gebüsche klettern. Die Tiere ernähren sich vor allem herbivor von Samen und Früchten der Gräser, Büsche und Nadelbäume. Die Tiere sammeln die Nahrung in ihren Backentaschen und legen Nahrungsspeicher an. Die Nester der Art bestehen aus Pflanzenmaterial und Flechten. Sie sind meistens unterirdisch unter Steinen, herabgefallenen Ästen oder Baumstümpfen und wahrscheinlich als Bausysteme angelegt, es kommen jedoch auch oberirdische Nester in Bäumen und Gebüschen vor. Die Tiere überwintern vom Oktober bis zum April, sie sind entsprechend nur in den verbreitenden sechs Monaten aktiv. Kommunikation erfolgt vor allem zwischen den Jungtieren und der Mutter, sie ist jedoch nicht gut erforscht. Über die Bestandsdichten und die Größe der Territorien liegen nur begrenzte Daten vor.
Die Paarungszeit liegt bei dieser Art im April bis Mitte Mai in geringeren Höhenlagen und etwas später in den Höhenlagen. Die Tragzeit beträgt etwa 31 Tage und die Jungtiere werden vom Ende Mai bis Ende Juni geboren. Der Wurf besteht dabei aus zwei bis sechs, meist vier bis sechs, Jungtieren.
In Teilen des Verbreitungsgebietes kommt die Art sympatrisch mit anderen Streifenhörnchen wie dem Gelbes Fichtenstreifenhörnchen (Tamias amoenus) und dem Kleinen Streifenhörnchen (Tamias minimus) vor, wobei das Rotschwanz-Streifenhörnchen und das Kleine Streifenhörnchen in höheren Lagen als das Gelbe Fichtenstreifenhörnchen vorkommen. Als Kleinsäuger werden die Tiere wahrscheinlich von verschiedenen Raubtieren wie Mardern, Katzen und Hunden sowie Greifvögeln und Schlangen erbeutet, konkrete Daten hierzu liegen allerdings nicht vor. Als Parasit ist bisher nur der Floh Ceratophyllus ciliatus dokumentiert.

## Systematik
Das Rotschwanz-Streifenhörnchen wird als eigenständige Art innerhalb der Gattung der Streifenhörnchen (Tamias) eingeordnet, die aus 25 Arten besteht. Die wissenschaftliche Erstbeschreibung stammt von dem amerikanischen Naturforscher Arthur Holmes Howell aus dem Jahr 1920, der es als Eutamias ruficaudus anhand von Individuen vom Upper St. Mary’s Lake im Glacier County, Montana, beschrieb. Innerhalb der Streifenhörnchen wird das Rotschwanz-Streifenhörnchen gemeinsam mit den meisten anderen Arten der Untergattung Neotamias zugeordnet, die auch als eigenständige Gattung diskutiert wird.
Innerhalb der Art werden gemeinsam mit der Nominatform zwei Unterarten unterschieden:
- Tamias ruficaudus ruficaudus: Nominatform; kommt im östlichen Teil des Verbreitungsgebietes vor und unterscheidet sich von Tamias ruficaudus simulans unter anderem durch einen längeren Penisknochen (Baculum)
- Tamias ruficaudus simulans: kommt in der westlichen Hälfte des Verbreitungsgebietes vor. Die Unterart ist generell blasser an den Körperseiten und an der Schwanzoberseite.

Die beiden Unterarten wurden teilweise aufgrund morphologischer Unterschiede des Schädels und des Penisknochens als eigene Arten betrachtet und auch neuere molekularbiologische Untersuchungen legen eine Trennung als zwei Arten nahe, wobei es zu Hybridisierungen beider Formen kommt. Hybridisierungen im Pleistozän sind zudem fossil über molekularbiologische Vergleiche auch mit anderen Streifenhörnchen, vor allem mit Tamias amoenus canicaudus, nachgewiesen.

## Status, Bedrohung und Schutz
Das Rotschwanz-Streifenhörnchen wird von der International Union for Conservation of Nature and Natural Resources (IUCN) als „nicht gefährdet“ (Least Concern, LC) eingestuft. Begründet wird dies durch das relativ große Verbreitungsgebiet und das regelmäßige Vorkommen, bestandsgefährdende Risiken sind nicht bekannt. Für den kanadischen Teil des Verbreitungsgebietes liegen nur begrenzt Daten vor, hier wird ein Gefährdungspotenzial angenommen.

## Belege
1. 1 2 3 4 5 6 7 8 9 10  Richard W. Thorington Jr., John L. Koprowski, Michael A. Steele: Squirrels of the World. Johns Hopkins University Press, Baltimore MD 2012, ISBN 978-1-4214-0469-1, S. 334–335.
2. 1 2  Neotamias ruficaudus in der Roten Liste gefährdeter Arten der IUCN 2015.4. Eingestellt von: A.V. Linzey, NatureServe (G. Hammerson), 2008. Abgerufen am 24. Juni 2016.
3. 1 2  Troy L. Best: Tamias ruficaudus. (Memento des Originals vom 15. März 2016 im Internet Archive)  Info: Der Archivlink wurde automatisch eingesetzt und noch nicht geprüft. Bitte prüfe Original- und Archivlink gemäß Anleitung und entferne dann diesen Hinweis. Mammalian Species 452, 1993.
4. 1 2  Tamias (Neotamias) ruficaudus In: Don E. Wilson, DeeAnn M. Reeder (Hrsg.): Mammal Species of the World. A taxonomic and geographic Reference. 2 Bände. 3. Auflage. Johns Hopkins University Press, Baltimore MD 2005, ISBN 0-8018-8221-4.
5. ↑  Bruce D. Patterson, Ryan W. Norris: Towards a uniform nomenclature for ground squirrels: the status of the Holarctic chipmunks. Mammalia 80 (3), Mai 2016; S. 241–251 doi:10.1515/mammalia-2015-0004